# Bisten (Sarre)
Pour les articles homonymes, voir Bisten.
Bisten est un quartier de la ville allemande de Überherrn en Sarre, dans le district de Sarrelouis. Elle comptait 941 habitants selon le recensement de décembre 2006.

## Géographie
Le village se situe sur la rivière Bisten.

## Toponymie
- Anciennes appellations : Bisten-sous-Berus[1],[2], Bisten en Sarre, Bistène en Sarre.

## Histoire
Bisten est une ancienne commune ainsi qu'un ancien chef-lieu de canton du département de la Moselle, qui fut cédé à la Prusse par le traité du 20 novembre 1815.

### Canton de Bisten
Il était situé dans le district de Sarrelouis et était composé à partir de l'an III des communes suivantes : Bérus, Berweiler, Bisten et Linsel, Bisten-im-Loch, Creutzwald-la-Croix, Creutzwald-la-Houve, Creutzwald Wilhelmsbronn, Dalem, Differten, Diesen, Falck, Fridricksweiler, Guerting, Ham, Hargarten-aux-Mines, Merten et Bibling, Oberdorf, Porcelette, Reimering, Tromborn, Uberhern, Warsberg, Willing et Gaweistroff.

## Lieux et monuments

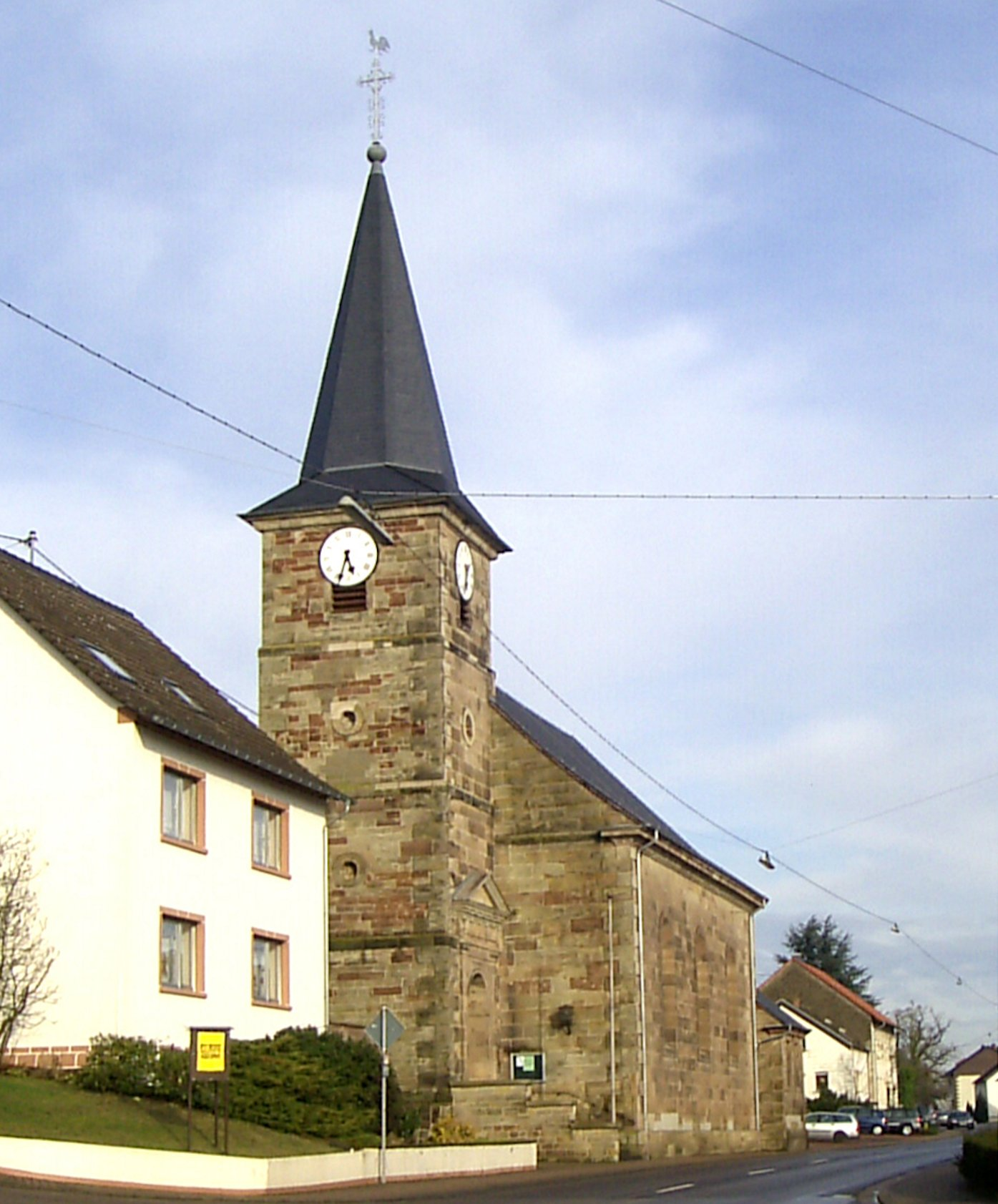
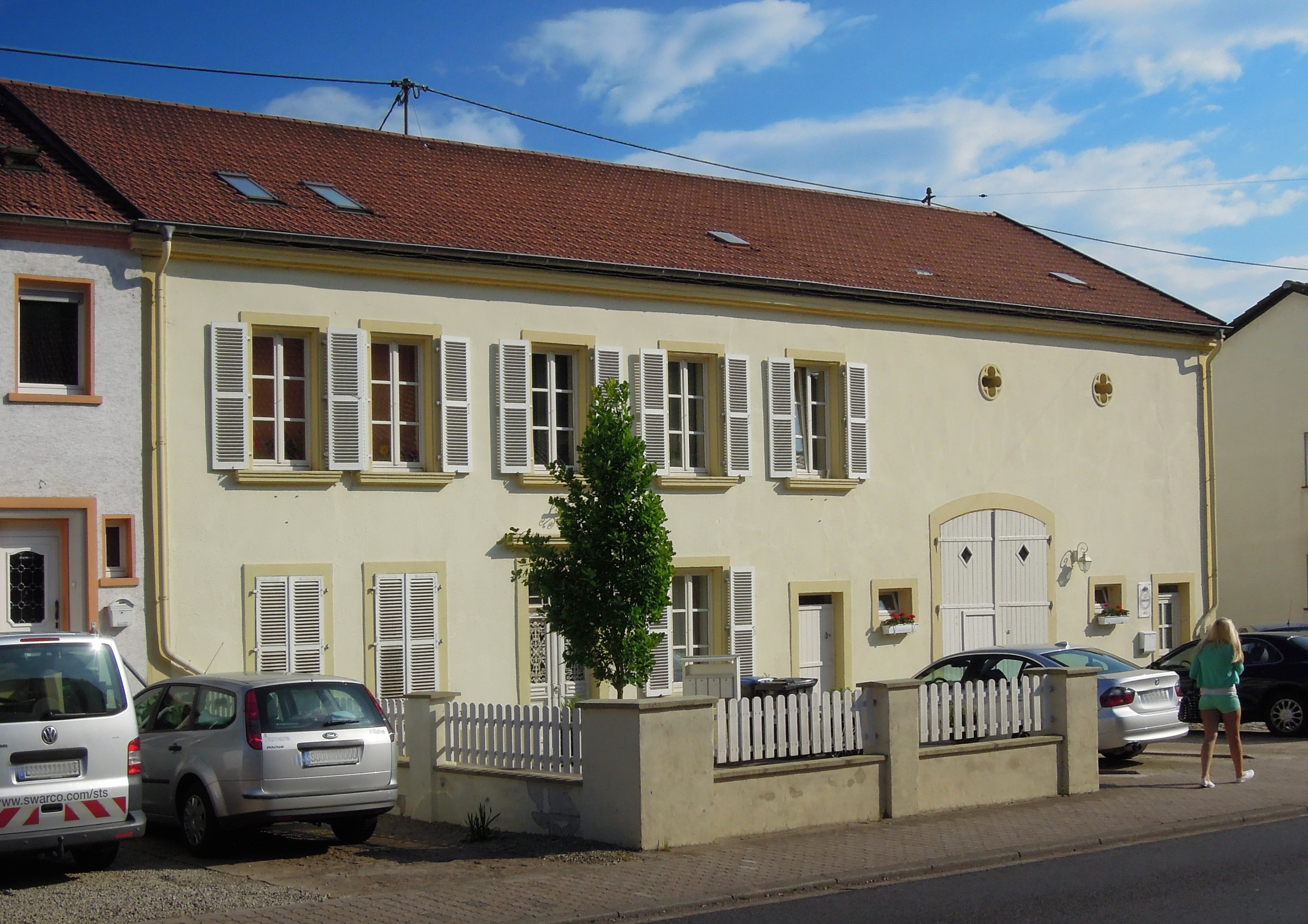

## Personnalités liées
L’homme politique allemand Jo Leinen y est né.